# ScreenOS
ScreenOS — это встроенная операционная система реального времени для диапазона аппаратных брандмауэров NetScreen от Juniper Networks.
| ScreenOS версия | Дата выхода     | Конец поддержки | Отключение      |
| --------------- | --------------- | --------------- | --------------- |
| 6.3.0r27        | 23 апреля 2019  | Нет             | Нет             |
| 6.0             | 19 апреля 2007  | 19 апреля 2010  | 19 апреля 2011  |
| 5.4             | 24 июля 2006    | 24 июля 2009    | 24 июля 2010    |
| 5.3             | 24 октября 2005 | 24 октября 2008 | 24 октября 2009 |
| 5.2             | 11 мая 2005     | 11 мая 2008     | 11 мая 2009     |
| 5.1             | 22 октября 2004 | 22 октября 2007 | 22 октября 2008 |
| 5.0             | 18 декабря 2003 | 18 декабря 2006 | 18 декабря 2007 |
| 4.0             | 1 августа 2002  | 31 октября 2006 | 31 октября 2007 |

- В декабре 2015 года Juniper Networks объявила, что обнаружила несанкционированный код в ScreenOS, который был там с августа 2012 года. Два бэкдора, которые он создал, позволили бы изощренным хакерам контролировать брандмауэр непатентованных продуктов Juniper Netscreen и расшифровывать сетевой трафик. По крайней мере, один из бэкдоров, по-видимому, был попыткой правительственного интереса. В сфере безопасности ходили спекуляции о том, были ли это NSA.  Многие в индустрии безопасности хвалили Juniper за прозрачность нарушения.  WIRED предположил, что отсутствие раскрытых деталей и преднамеренное использование генератора случайных чисел с известными недостатками безопасности могут свидетельствовать о том, что он был установлен намеренно.